# Skogsbellis
Skogsbellis (Bellis sylvestris) är en flerårig ört i familjen tusenskönor (Bellis) och familjen korgblommiga växter. Den beskrevs av Domenico Cirillo.

## Utbredning
Arten förekommer runt Medelhavet, från Portugal och Marocko i väster till Turkiet och Syrien i öster.